# 水洛镇 (木里县)
水洛镇，原为水洛乡，是中华人民共和国四川省凉山彝族自治州木里藏族自治县下辖的一个乡镇级行政单位。2020年6月，撤乡设镇。

## 行政区划
水洛镇下辖以下地区：
其拉村、东拉村、平翁村、两保村、古尼村和严保村。